# 天府站 (地铁)
成都地铁天府站位于中华人民共和国四川省成都市天府新区天灯村东山大道二段北侧，是18号线和19号线二期工程的一座地下车站，于2023年11月28日开通站内换乘功能，不开放出入口。附近有尚在建设中的国铁天府站。
2020年9月，18号线首开段开通时，由于没有市政道路、公交车，预计进站客流量较低，为提升列车旅行速度，优化运营组织，本站暂缓开通。其后至2023年，因车站周边基本无客流，为节约运营成本，成都轨道交通集团原本计划19号线开通时本站继续暂缓开通，不过最终改为采用“不出站、仅换乘”方案。2023年11月28日，本站随19号线开通而启用，仅提供站内换乘，不开放非付费区。
国铁天府站兴建前，本站命名为“天府新站”，并沿用至2022年12月，其后本站更名为“天府站”。

## 车站结构
18号线设一个島式月台，19号线设一对侧式站台，且19号线两个侧式站台平行布置于18号线岛式站台两侧。车站东端设联络线，可供19号线列车往东跨线运行至18号线。18号线区间东端设出入段线至合江车辆段。
| 地面                                    | 0    | 出口A/B（暂未启用） |
| 地下一层                                | 站厅 | 自助购票 客服中心 |
| 地下二层                                | 站台 | \| 側式 · 開右邊车门 · 无障碍卫生间 \| \| \| \| \| \| 19号线往金星（蓝家店） \| \| \| \| 18号线往火车南站（兴隆） \| \| 島式 · 開左邊车门 · 无障碍卫生间 哺乳室 \| \| \| \| \| \| 18号线往天府机场北（三岔） \| \| \| \| 19号线下客站台[註 1] 19号线往天府机场北[註 2]（三岔） \| \| 側式 · 開右邊车门 · 无障碍卫生间 \| \| \| |
| 側式 · 開右邊车门 · 无障碍卫生间        |      | |
|                                         |      | 19号线往金星（蓝家店） |
|                                         |      | 18号线往火车南站（兴隆） |
| 島式 · 開左邊车门 · 无障碍卫生间 哺乳室 |      | |
|                                         |      | 18号线往天府机场北（三岔） |
|                                         |      | 19号线下客站台 19号线往天府机场北（三岔） |
| 側式 · 開右邊车门 · 无障碍卫生间        |      | |

## 出入口
天府站设有A、B两个出入口，目前未对外开放，乘客无法进出站，但是满足应急疏散功能，并且站厅有安全疏散通道。

## 历史
- 2022年12月，本站中文名由“天府新站”改为“天府站”。
- 2023年7月，本站英文名由Tianfu Xinzhan改为Tianfu Station。
- 2023年11月28日，本站18、19号线站台、站厅付费区启用，仅作为换乘站开通。